# Eleição para governador do Guam em 2010
A eleição para governador do território norte-americano de Guam de 2010 foi realizado em 2 de novembro de 2010 e elegeu o governador de Guam. Em janeiro de 2009, o site da DC Políticos previu que o Partido Republicano poderia conservar o cargo de governador no estado. O republicano Eddie Calvo ganhou a eleição.
A primária republicana e democrata foram realizadas em 4 de setembro de 2010.